# Облигации федерального займа
Облигации федерального займа (ОФЗ) — рублёвые облигации, выпускаемые Министерством финансов Российской Федерации. Данные облигации являются купонными, то есть по ним предусмотрены процентные выплаты по купонам. По некоторым выпускам ОФЗ в определённые даты предусматривается частичное погашение номинала (амортизация долга). Данные облигации попадают в категорию государственных облигаций.
По срокам обращения ОФЗ могут быть краткосрочными, среднесрочными или долгосрочными. Место торговли (кроме ОФЗ-Н) — Московская биржа. Вид дохода — фиксированная или переменная купонная ставка.

## Виды облигаций
ОФЗ бывают следующих видов:
- ОФЗ-ПК (с переменным купоном) начали выпускать в 1995 г, а после кризиса 1998 выпуск был прекращён. Выплата купона осуществлялась раз в полугодие. Значение купонной ставки менялось и определялось средней взвешенной доходностью по ГКО за последние 4 сессии (торгов). В конце 2014 года выпуск возобновлён[2].
- ОФЗ-ПД (с постоянным доходом) начали выпускаться в 1998. Купон выплачивался раз в год и фиксировался на весь срок обращения.
- ОФЗ-ФД (с фиксированным доходом) появились в 1999. Их выдавали владельцам ГКО и ОФЗ-ПК, замороженным в 1998 в порядке новации. Срок обращения 4-5 лет. Купон выплачивался ежеквартально. Ставка снижалась ежегодно (30 % в первый год, 10 % — конец срока).
- ОФЗ-АД (с амортизацией долга) периодическое погашение основной суммы долга.
- ОФЗ-ИН (с индексируемым номиналом) выпускаются с 2015 года. Номинальная стоимость облигаций ежемесячно индексируется на предстоящий месяц в соответствии с индексом потребительских цен на товары и услуги по Российской Федерации[3].
- ОФЗ-Н (для населения, физических лиц) начали выпускаться в апреле 2017 года[4]. Номинал 1 тыс. рублей, но минимальный пакет 30 штук. Есть ограничения и по максимальной сумме покупок. Срок до погашения — 3 года. Купонный доход выплачивается раз в полгода. Для первого выпуска (включая дополнительный) купонная доходность постепенно увеличивается от 7,5 до 10,5 % годовых. После окончания первого (включая дополнительный) выпуска был выпущен второй, но его купонная доходность ниже — от 7 % до 10,1 % годовых. Первый выпуск, включая дополнительный был размещён полностью к середине сентября 2017[5]. Агентами по размещению и выкупу выступили Сбербанк и ВТБ 24. Агенты устанавливают комиссию за свои операции. Облигации нельзя перепродать или использовать как залог, но можно наследовать и в любое время предъявить к выкупу банку-агенту. Второй выпуск был размещён примерно на 11 394 660 000 рублей[6], хотя формальный размер выпуска был 15 000 000 000. После окончания срока размещения второго выпуска было начато размещение третьего с купонной доходностью от 6 % до 8,6 %, формальный размер выпуска 15 000 000 000. Незадолго до окончания срока размещения третьего выпуска было объявлено о выпуске дополнительного к нему с возможностью размещения в течение полугода. Почти полгода (с конца марта по август 2019 года включительно) ОФЗ-Н не продавались. Со второго сентября 2019 появился очередной выпуск, для которого список агентов был увеличен — добавились Промсвязьбанк и Почта Банк, минимальный объём покупки уменьшен с 30 до 10 штук, а комиссии были отменены. Доходность купонов по нему от 6,5 до 7,35 % годовых (средняя за три года при покупке по номиналу 7). Всего было девять выпусков, но девятый начали распространять в феврале 2022 года и досрочно свернули меньше, чем через месяц.